# بانوی گردوی
بانوی گُردوی، در شاهنامه نام همسر گردوی است که نامهٔ گردوی را با مُهر خسروپرویز به نزد بانو گردیه برد تا او را به کشتن همسرش گستهم ترغیب کند سپس به عقد خسروپرویز در آید. گردیه خواهر بهرام چوبین و گردوی محسوب می‌شد. حکیم فردوسی در این بیت شاهنامه که آن را از قول گردوی یعنی همسر این زن بیان کرده، به وی اشاره‌ای تلویحی دارد:
| به خواهر فرستم زن خویش را |  | کنم دور زین در، بداندیش را |